# Jaime David Bayarri Ribelles
Jaime David Bayarri Ribelles (Puzol, 25 de julio de 1941-Chirivella, 19 de mayo de 2001) fue un árbitro español de fútbol, en activo como colegiado en Primera División desde la temporada 83/84 hasta la 87/88, dirigiendo un total de 51 partidos en la máxima categoría. Tras cumplir la edad reglamentaria de retiro, inició una etapa de colaboración en diversos medios de comunicación. Falleció en accidente de tráfico.